# Fuerte Bowyer
El Fuerte Bowyer fue una fortificación de tierra y empalizada de corta duración que el Ejército de los Estados Unidos erigió en 1813 en Mobile Point, cerca de la desembocadura de la bahía de Mobile, en lo que hoy es el condado de Baldwin, Alabama, pero que entonces formaba parte del territorio de Misisipi. Los británicos atacaron el fuerte en dos ocasiones durante la Guerra de 1812.
El primer ataque tuvo lugar en septiembre de 1814; infructuoso, llevó a los británicos a cambiar de estrategia y atacar Nueva Orleans. El segundo ataque, tras la Batalla de Nueva Orleans, tuvo éxito. Tuvo lugar en febrero de 1815, tras la firma del Tratado de Gante, pero antes de que la noticia llegara a esa parte de América. Entre 1819 y 1834, Estados Unidos construyó una nueva fortificación de mampostería, Fuerte Morgan, en el emplazamiento del Fuerte Bowyer.

## Construcción

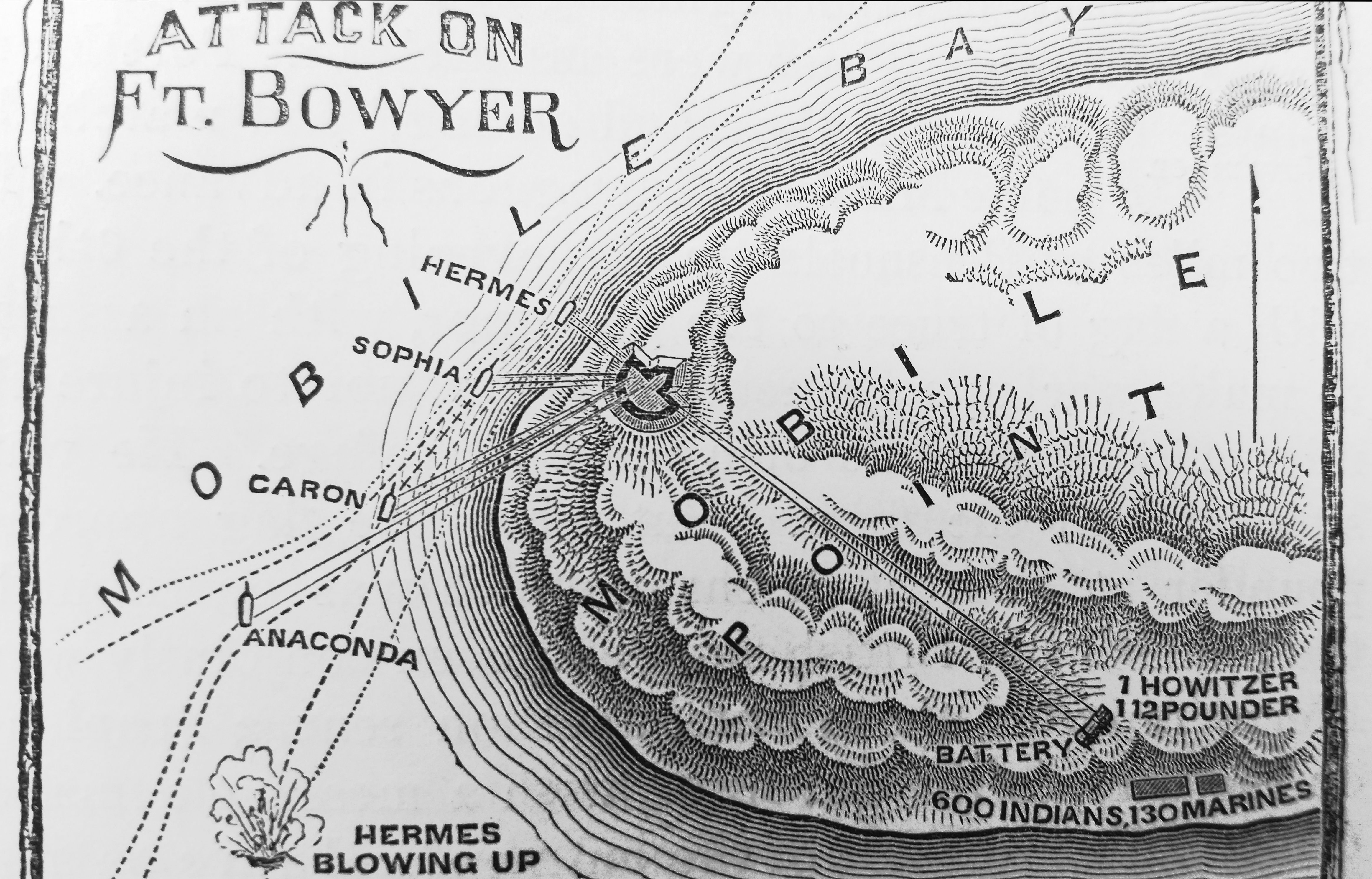
Mapa del ataque a Fort Bowyer en septiembre de 1814, en el que aparece por error el HMS Anaconda en lugar del HMS Childers

Fort Bowyer, que muestra erróneamente el HMS Anaconda en lugar del HMS Childers Mobile había sido posesión española antes del comienzo de la guerra de los Patriotas, pero el Congreso la declaró territorio estadounidense tras el inicio de la Guerra de 1812. Después de que las fuerzas españolas evacuaran Mobile en abril de 1813, los estadounidenses construyeron un reducto en Mobile Point.
En junio de 1813, el coronel John Bowyer terminó el fuerte. El fuerte, que inicialmente contaba con 14 cañones, estaba hecho de arena y troncos y tenía forma de abanico, con la cara curva orientada hacia el canal de navegación de la bahía de Mobile. En el lado de tierra había un bastión, flanqueado por dos semibastiones. El objetivo del fuerte era impedir cualquier invasión británica en este punto de la costa del Golfo, ya que dominaba la estrecha entrada a la bahía de MobileAproximadamente un año después de su construcción, los estadounidenses lo abandonaron, pero en agosto de 1814, el comandante William Lawrence y 160 hombres del 2º de Infantería de EE. UU. volvieron a guarnecerlo.

## Primera batalla
La primera batalla de Fort Bowyer tuvo lugar a mediados de septiembre de 1814. El capitán William Percy de la Royal Navy decidió atacar el fuerte como preparación para un asalto a Mobile. Creía que Bowyer era una batería baja de madera que montaba entre seis y catorce cañones de pequeño calibre.

### Antecedentes
La captura del fuerte permitiría a los británicos avanzar sobre Mobile y bloquear así el comercio de Luisiana. Desde Mobile, los británicos podrían avanzar por tierra hasta Natchez para cortar el paso a Nueva Orleans desde el norte.
Percy llevó consigo el HMS Hermes (22 cañones), el HMS Sophie (18 cañones), el HMS Carron (20 cañones; Capitán Robert Cavendish Spencer), y un cuarto buque, el HMS Childers (18 cañones; Capitán Umfreville). El Teniente Coronel Edward Nicolls se ofreció voluntario para proceder con fuerzas de distracción en tierra.
En la mañana del 12 de septiembre, Percy desembarcó la fuerza de Nicolls de 60 Marines Reales, y unos 60 indios, junto con un obús de 5+1⁄2 pulgadas, a unas 9 millas hacia el este. La fuerza terrestre británica marchó entonces contra el fuerte y los 160 hombres de Lawrence.
Otros sesenta indios, al mando del teniente primero James Cassell, habían sido destacados para asegurar el paso de Bon Secour a 27 millas al este del fuerte, pero no tomaron parte activa en el ataque.
Las fuerzas americanas en Fort Bowyer, al mando de William Lawrence, consistían en 160 soldados de infantería y un número discutible de cañones (los informes oscilan entre 6 y 14 cañones).

### Batalla
La batalla comenzó con los estadounidenses rechazando el ataque terrestre británico el 14 de septiembre. Nicolls, enfermo en ese momento, estaba observando en el Hermes. El 15 de septiembre, después de que amainaran los vientos contrarios, Percy cruzó la barra con Hermes, Sophie, Carron y Childers. El fuerte abrió fuego a las 3:20 p. m. y a las 3:30 Hermes abrió fuego. El fuerte estadounidense y Hermes estaban a tiro de mosquete. A las 3:40, el Sophie también abrió fuego, pero los otros dos buques no pudieron situarse en posición de disparo[32][34][i] Durante la batalla una astilla de madera hirió a Nicolls en el ojo.
El ataque naval británico no tuvo éxito. Tras dos horas de bombardeo infructuoso, el Hermes encalló y quedó indefenso bajo el fuego del fuerte. Los barcos de Sophie se llevaron a la tripulación del Hermes y Percy le prendió fuego; posteriormente voló por los aires después de que el fuego alcanzara su polvorín Los barcos restantes anclaron para pasar la noche a una milla y media del fuerte.

### Consecuencias
A la mañana siguiente volvieron a cruzar la barra y zarparon. El Hermes había perdido 17 muertos en acción, 5 heridos mortales y 19 heridos, mientras que el Sophie tenía 6 muertos en acción, 4 heridos mortales y 12 heridos, y el Carron tenía un herido mortal y 5 heridos. En total, incluyendo al marino muerto en tierra (Charles Butcher), los británicos perdieron 34 muertos y 35 heridos en los ataques terrestres y navales, mientras que los estadounidenses sólo perdieron cuatro hombres muertos y cinco o más heridos. El consejo de guerra de Percy por la pérdida del Hermes concluyó que las circunstancias habían justificado el ataque.
La derrota en Fort Bowyer llevó a los británicos a decidir atacar Nueva Orleans en su lugar[cita requerida] Sin embargo, tras su derrota en la batalla de Nueva Orleans, los británicos decidieron intentar de nuevo tomar Mobile.

## Segunda batalla
La Segunda Batalla de Fort Bowyer fue el primer paso de una campaña británica contra Mobile, pero resultó ser el último enfrentamiento terrestre entre las fuerzas británicas y estadounidenses en la Guerra de 1812.

### Antecedentes
Tras el infructuoso ataque británico en septiembre de 1814, el general estadounidense Andrew Jackson, reconociendo la importancia estratégica de Fort Bowyer, ordenó reforzar el fuerte. cuya guarnición contaba ahora con 370 oficiales y hombres del 2º Regimiento de Infantería, y Jackson proclamó que "diez mil hombres no pueden tomarlo" A pesar de las bravatas de Jackson, Lawrence, al mando del fuerte, describió su posición como precaria debido a los accesos terrestres indefensos al fuerte.
Tras la derrota en Nueva Orleans, el almirante Cochrane y el general John Lambert (en sustitución de Pakenham) recibieron algunos refuerzos considerables,[cita requerida] y luego volvieron al plan original, antes de Nueva Orleans, que había sido tomar Mobile primero.
Las tropas británicas procedían de los regimientos de a pie 4º, 21º y 44.º, que habían luchado en Nueva Orleans. El comandante de las fuerzas navales era el capitán T.R. Ricketts, del tercer navío de 74 cañones, HMS Vengeur. El capitán Spencer, del Carron, estaba entre los marineros desembarcados cerca de Mobile, y era el segundo al mando del grupo naval. Los buques bombarderos Aetna y Meteor estuvieron presentes durante el asedio de Fort Bowyer en febrero de 1815.
Cuando los británicos capturaron el fuerte, descubrieron que montaba tres cañones largos de 32 libras, ocho de 24, seis de 12, cinco de 9, un mortero y un obús. Sin embargo, el punto débil de Fort Bowyer era su vulnerabilidad a un ataque desde tierra.

### Batalla
La campaña británica comenzó con una investidura de Fort Bowyer. El 8 de febrero, Lambert desembarcó una fuerza de unos 1.000 hombres a siete millas al este del fuerte. El coronel Burgoyne, ingeniero real, inspeccionó el fuerte y decidió el método de ataque. Esa noche se excavó una paralela de 100 yardas, con la pérdida de 10-12 hombres, que por la mañana fue ocupada por soldados que mantuvieron tal fuego de mosquetes sobre el fuerte que el enemigo no pudo responder con eficacia.
La noche siguiente se amplió el paralelo y la noche siguiente se completaron cuatro baterías. Las tropas trajeron consigo cuatro cañones de 18 libras, dos obuses de 8 pulgadas,[53] tres morteros de 5+1⁄2 pulgadas y dos de 4,4 pulgadas. Además de estas once piezas de artillería convencional, el HMS Tonnant desembarcó el destacamento de 25 hombres de la Real Artillería de Marina del teniente John Lawrence[58][59] con varios lanzacohetes Congreve, dos cohetes de 6 libras y cien cohetes de 12 libras. Mientras construían sus obras de asedio, las fuerzas británicas soportaron el constante fuego estadounidense y sufrieron ligeras bajas, pero continuaron sin inmutarse. Una vez colocados sus cañones, los británicos estaban listos para lanzar un devastador ataque de artillería contra el fuerte, ahora vulnerable.
El 12 de febrero, tras una descarga de artillería, Lambert, bajo bandera de tregua, pidió al fuerte que se rindiera. Exigió al comandante Lawrence que aceptara las condiciones británicas para evitar la matanza innecesaria de sus hombres. Lawrence se dio cuenta de la vulnerabilidad del fuerte. No tenía casamatas para proteger el polvorín ni a los heridos, y carecía de terraplenes, cuya defensa costaría muchos hombres. Lawrence se rindió a regañadientes a los británicos, tras haber resistido durante cinco días. Una historia alternativa procedente de fuentes británicas explica que el 11 de febrero, antes de abrir fuego, Lambert pidió al fuerte que se rindiera. Tras negociar, se acordó que los estadounidenses saldrían como prisioneros de guerra a la mañana siguiente. Al parecer, el Gobernador suplicó el retraso "ya que muchos de sus hombres se habían emborrachado". Así se acordó, y la puerta del fuerte pasó a control británico el 11 de febrero, según un historiador del regimiento británico.

### Consecuencias
Para más información: Fuerte Morgan (Alabama)
Con la Bahía de Mobile asegurada por los buques de guerra británicos y Fort Bowyer ahora bajo control británico, las fuerzas estadounidenses restantes en la zona se apresuraron a Mobile para prepararse para el ataque esperado allí[cita requerida] Con Fort Bowyer bajo control, el siguiente movimiento del Almirante Cochrane y el General Lambert fue tomar Mobile.
Todos los planes británicos se cancelaron cuando el HMS Brazen llegó el 13 de febrero, con la noticia de que el Tratado de Gante se había firmado la víspera de Navidad Cuando llegaron las noticias de la ratificación del tratado, que ponía fin a la guerra, los británicos se retiraron.
La anexión definitiva de Mobile a Estados Unidos por parte del Imperio español fue el único intercambio permanente de territorio durante la Guerra de 1812.
Posteriormente, Fort Bowyer volvió al control de Estados Unidos. El Departamento de Guerra lo reemplazaría más tarde por el más fortificado Fort Morgan.
Dos batallones activos del Ejército Regular (1-1 Inf y 2-1 Inf) perpetúan el linaje de elementos del antiguo 2º de Infantería que estuvo presente en Fort Bowyer tanto en 1814 como en 1815.